# War (álbum de U2)
War es el tercer disco de la banda irlandesa U2. Editado en 1983, es el disco que les lanzó a la fama mundial, aunque todavía sin gran reconocimiento de la crítica. Este se daría con su quinto trabajo, The Joshua Tree.
Musicalmente es un disco espeso, el más oscuro de su catálogo, lleno de baterías y riffs poderosos que marcan la tónica del álbum.
War incluye los temas Sunday Bloody Sunday, el cual fue publicado como sencillo en Alemania y Holanda en marzo de
1983, New Year's Day, el primer sencillo de U2 en llegar al Top 10 en el Reino Unido y "40", basado en el salmo 40. 
A su vez, el álbum llegó al puesto 12 en la lista de Billboard en Estados Unidos.
U2 grabó el álbum de septiembre a noviembre de 1982 en Windmill Lane Studios con la producción de Steve Lillywhite, el tercer álbum consecutivo del grupo realizado en el estudio con el productor. Mientras que los temas centrales de los álbumes anteriores de U2 Boy y October fueron la adolescencia y la espiritualidad, respectivamente, War se centró tanto en los aspectos físicos de la guerra como en las secuelas emocionales. Musicalmente, también es más duro que los lanzamientos anteriores de la banda. El álbum ha sido descrito como el disco donde la banda "convirtió el pacifismo en una cruzada".
War fue un éxito comercial para la banda, sacando a Thriller de Michael Jackson de la cima de las listas de éxitos del Reino Unido para convertirse en el primer álbum número uno de la banda allí. Alcanzó el número 12 en los Estados Unidos y se convirtió en el primer álbum certificado de oro de la banda allí. Aunque fue mal recibido por los críticos británicos en el momento del lanzamiento, War ha ganado elogios de la crítica. En 2012, el álbum ocupó el puesto 223 en la lista de Rolling Stone de "Los 500 mejores álbumes de todos los tiempos". El grupo apoyó el álbum con el War Tour hasta finales de 1983.

## Grabación
En agosto de 1982, Bono y Ali se fueron de luna de miel a Jamaica. Se ha notado que no fue una luna de miel típica, ya que, según los informes, Bono trabajó en la letra del próximo álbum. La letra de "New Year's Day" tiene su origen en una canción de amor que Bono escribió para su esposa, pero la canción fue remodelada e inspirada por el movimiento de Solidaridad Polaco. La banda comenzó a grabar el álbum en septiembre de 1982 en los estudios Windmill Lane en Dublín con el productor Steve Lillywhite, su tercer disco consecutivo en el estudio con el productor.
La canción que abre el álbum, "Sunday Bloody Sunday", una ardiente canción de protesta, proviene de un riff de guitarra y una letra escrita por The Edge en 1982. Tras una discusión con su novia y un período de duda sobre sus propias habilidades para escribir canciones, Edge - "sentirse deprimido ... canalizó [su] miedo, frustración y autodesprecio en una pieza musical". Las primeras versiones de la canción comenzaban con la línea: "No me hables de los derechos de la IRA,UDA ". Después de que Bono había reelaborado la letra, la banda grabó la canción. El patrón de batería de apertura pronto se convirtió en el gancho de la canción. Un violinista local, Steve Wickham, se acercó a Edge una mañana en una parada de autobús y preguntó si U2 necesitaba un violín en su próximo álbum. En el estudio solo por medio día, el violín eléctrico de Wickham se convirtió en la contribución instrumental final a la canción.
Durante las sesiones de "Sunday Bloody Sunday", Lillywhite animó al baterista Larry Mullen, Jr. a usar una pista de clic, pero Mullen estaba firmemente en contra de la idea. Un encuentro casual con Andy Newmark (de Sly & the Family Stone), un baterista que usaba una pista de clic religiosamente, cambió la opinión de Mullen. Mullen usó la pista de clic para mantenerse a tiempo con otras canciones del álbum. Mullen dijo sobre el álbum en una entrevista de 1983: "Creo que tocar la batería siempre ha sido bastante simple, no creo que deba ser llamativo. Para War utilizo una pista de clic, algo que no he usado antes, es un manera de mantener el tiempo en mis auriculares. Cuando escuché la música en el tiempo con la pista de clic sabía que tenía que llevarlo a lo básico real. Con suerte para el próximo LP será más complicado, seguiré adelante. Lo considero una progresión musical para mí mismo porque aprendí mucho grabando este álbum, solo sobre mi propio estilo y eso es lo que quería hacer. Creo que hay un estilo definido en War donde no lo hay en los álbumes anteriores".
Tres de las pistas contaron con coros de los Coconuts, de Kid Creole y los Coconuts. En palabras de Steve Lillywhite, "estaban de gira en Dublín, así que pasamos el rato con ellos y vinieron y cantaron 'Surrender'. Así que fue algo aleatorio: esta seria banda de rock irlandesa tenía a los Coconuts en su álbum ".
La versión de estudio de "40" se grabó durante las últimas horas de las sesiones de grabación en noviembre de 1982. El bajista Adam Clayton ya había dejado el estudio, y los tres miembros restantes de la banda decidieron que no tenían una buena canción para terminar el álbum. Bono, The Edge y Mullen Jr. grabaron rápidamente la canción con Edge tocando la guitarra y el bajo. Bono llamó a la canción "40" porque basó la letra en el Salmo 40. En las versiones en vivo de la canción, Edge y Clayton intercambian roles, mientras Clayton toca la guitarra y Edge toca el bajo.

## Composición
El sonido de War es posiblemente más duro que el de los otros álbumes de la banda. Una de las principales razones de esto es que Edge usa mucho menos retardo y eco que en trabajos anteriores y posteriores.
War comienza con la canción de protesta "Sunday Bloody Sunday". La canción describe el horror que sintió un observador de The Troubles en Irlanda del Norte, específicamente Bloody Sunday. Ya una desviación de los temas de inocencia y espiritualidad mostrados en los dos primeros álbumes del grupo, "Sunday Bloody Sunday" presenta el álbum con un sorprendente ritmo de batería de estilo militar de Larry Mullen, Jr., un solo humeante de The Edge que sigue en ráfagas entrecortadas que recuerdan el fuego de ametralladora, y coplas líricas puntiagudas como: "Y hoy lloran millones / Comemos y bebemos mientras mañana mueren". El álbum en su conjunto es más directo que el ambiente de October. Bono dijo en 1983: 
Muchas de las canciones de nuestro último álbum eran bastante abstractas, pero War es intencionalmente más directa, más específica. Pero aún puedes llevar el título a muchos niveles diferentes. No solo nos interesan los aspectos físicos de la guerra. Los efectos emocionales son igualmente importantes, "las trincheras cavadas en nuestro corazón". La gente se ha vuelto insensible a la violencia. Al mirar la televisión, es difícil diferenciar entre realidad y ficción. Un minuto ves que se filma algo en The Professionals, y al siguiente ves a alguien caer por una ventana después de recibir un disparo en las noticias. Uno es ficción y otro es la vida real, pero nos estamos acostumbrando tanto a la ficción que nos volvemos insensibles a la realidad. War podría ser la historia de un hogar roto, una familia en guerra. 
"Sunday Bloody Sunday" se considera una de las mejores canciones de protesta política, y ha seguido siendo un elemento básico de los conciertos en vivo de U2 en los años posteriores.
"Seconds" es una canción sobre la proliferación nuclear y la posibilidad de que el Armagedón pudiera ocurrir por un accidente. La pista contiene una muestra del documental Soldier Girls de 1982. The Edge canta las dos primeras estrofas, por lo que es una de las raras ocasiones en las que canta como vocalista principal.
Continuando con el motivo político del álbum, "New Year's Day" trata sobre el movimiento de solidaridad polaco. En 2004, Rolling Stone la colocó como la 435.ª mejor canción de todos los tiempos. La canción sigue siendo un elemento básico del set en vivo de la banda, y es la tercera canción interpretada con más frecuencia detrás de "I Will Follow" y "Pride (In the Name of Love)".
"Like a Song ..." tenía la intención de ser un mensaje para aquellos que creían que la banda era demasiado digna, sincera y no lo suficientemente "punk". Bono especuló que la actitud punk de la canción habría tenido más sentido en las décadas de 1950 y 1960, en lugar de "disfrazarse" del género a principios de la década de 1980. "Like a Song ..." solo se tocó en vivo una vez.
"Drowning Man" es la quinta pista del álbum. Su sonido es una desviación de las otras pistas de War, ya que es una canción tranquila y atmosférica fuertemente influenciada por el trabajo de Comsat Angels. Nunca se interpretó en vivo, aunque también hay informes no confirmados de que se realizó en un concierto en 1983.
Otras canciones tratan temas como la prostitución ("Red Light") y el amor ("Two Hearts Beat as One").

## Lanzamiento
El álbum fue lanzado por primera vez el 28 de febrero de 1983. El lanzamiento del casete original contiene el álbum completo en cada cara.

### Packaging y título
El álbum se tituló War por varias razones; en 1982, Bono dijo: "La guerra parecía ser el motivo de 1982", y agregó que "En todas partes, desde las Malvinas hasta el Medio Oriente y Sudáfrica, había guerra. Al llamar al álbum War, estamos dando a la gente un una bofetada y al mismo tiempo alejarse de la imagen acogedora que mucha gente tiene de U2 ". The Edge dijo que" Es un título pesado. Es contundente. No es algo que sea seguro, por lo que podría ser contraproducente. Es el tipo de tema que a la gente realmente le disgusta. Pero queríamos tomar un rumbo más peligroso, volar un poco más cerca del viento, así que creo que el título es apropiado ". El chico de la portada es Peter Rowen (hermano del amigo de Bono, Guggi). También aparece en las portadas de Boy, Three, The Best of 1980-1990, Early Demos y muchos sencillos. Bono describió el razonamiento detrás de la portada: "En lugar de poner tanques y armas en la portada, hemos puesto la cara de un niño. La guerra también puede ser una cosa mental, una cosa emocional entre amores. No tiene que ser una cosa física cosa ".

### Sencillos
En enero de 1983, "New Year's Day" fue lanzado internacionalmente como el sencillo principal del álbum. El sencillo alcanzó la lista de los diez primeros en el Reino Unido y fue el primer lanzamiento de la banda en aparecer en el Billboard Hot 100. En marzo de 1983, "Two Hearts Beat as One" y "Sunday Bloody Sunday" se lanzaron como sencillos en diferentes regiones. "Two Hearts Beat as One", un sencillo en Estados Unidos, Reino Unido y Australia, alcanzó el puesto 18 en la lista de sencillos del Reino Unido; "Sunday Bloody Sunday", lanzado en Alemania y Holanda, alcanzó el número 3 en las listas de Holanda. "40" no fue lanzado como sencillo comercial, sino más bien como sencillo promocional en Alemania.

## Recepción
Tras su publicación, varias críticas fueron negativas en el Reino Unido. Gavin Martin de NME hizo un paralelo entre Boy de 1980 y War, afirmando que "donde Boy brilló y fluyó War es aburrido y estático, y donde Boy propulsó perdigones lúcidos de fuego e imaginación, War dispara la conciencia liberal en blanco"; sintió que después del sencillo "New Year's Day", que consideró como "su mejor sencillo desde" I Will Follow ", War "declina bastante dramáticamente", y finalmente llamó al álbum" otro ejemplo de la impotencia y decadencia de la música rock ". Sounds compartía un punto de vista similar, reconociendo que los dos sencillos eran "con mucho los temas más fuertes" de War, pero que "para el resto, son una mezcla (que suena abatida) de lo incompleto, lo experimental (en el sentido más simple) y el subestándar llano".
Por el contrario, en los Estados Unidos, Rolling Stone publicó una crítica favorable, con el crítico JD Considine afirmando: "Generalmente, las fortalezas musicales del álbum son en gran parte el producto de arreglos bien afinados y dinámicas cuidadosamente equilibradas. Incluso cuando Edge toca una guitarra cada vez más sofisticada líneas, mantiene la franqueza minimalista que provocó a Boy. Y aunque el bajista Adam Clayton y el baterista Larry Mullen Jr. han cambiado a ritmos más orientados a la danza, sus canciones se precipitan junto con el tipo de determinación brusca más frecuentemente asociada con el punk". Considine agregó: "las canciones aquí se oponen a cualquier cosa en el London Calling de The Clash en términos de puro impacto, y el hecho de que U2 pueda arrastrar al oyente con el mismo tipo de romanticismo entusiasta que alimenta los grandes gestos de la banda es una hazaña impresionante. Por una vez, no tener todas las respuestas parece una ventaja ". Robert Christgau de The Village Voice escribió que" el virus europeo mortal que siempre ha contaminado a esta banda resulta ser su dispositivo melódico característico ", y agregó que" The Edge se convierte en un guitarrista melodioso por el simple recurso de no tocar solos, y si Bono tiene demasiados momentos gregorianos, su convicción todavía lleva la música ". Philip Smith del New Zealand Herald elogió el sonido de maduración de la banda y etiquetó el álbum como "un clásico". Concluyó su reseña: "Así que U2 se ha propuesto hacer una gran declaración sobre un tema cercano al corazón de los irlandeses, y lo han logrado".

## Lista de canciones
1. "Sunday Bloody Sunday" – 4:40
2. "Seconds" – 3:10
3. "New Year's Day" – 5:35
4. "Like a Song..." – 4:46
5. "Drowning Man" – 4:14
6. "The Refugee" – 3:40 producida por Bill Whelan
7. "Two Hearts Beat As One" – 4:03
8. "Red Light" – 3:46
9. "Surrender" – 5:34
10. "40" – 2:35

## Personal
- Bono: Voces y guitarra; segunda voz (en "Seconds").
- The Edge: Guitarras, piano, coros, lap steel, voz líder (en "Seconds"), bajo eléctrico (en "40").
- Adam Clayton: Bajo eléctrico; guitarra (en "40").
- Larry Mullen Jr: Batería y percusión.
- Steve Wickham: Violín eléctrico (en "Sunday Bloody Sunday" y "Drowning Man").
- Kenny Fradley: Trompeta.
- Cheryl Poirier: Coro (en "Surrender" y "Red Light").
- Adriana Kaegi: Coro (en "Surrender" y "Red Light").
- Taryn Hagey: Coro (en "Surrender" y "Red Light").
- Jessica Felton: Coro (en "Surrender" y "Red Light").
- Steve Lillywhite: Producción (excepto en "The Refugee").
- Bill Whelan: Producción (en "The Refugee").
- Paul Thomas: Ingeniero de grabación.
- Kevin Killen: Ingeniero asistente de grabación.